# Mertendorf
Mertendorf es un municipio situado en el distrito de Burgenland, en el estado federado de Sajonia-Anhalt (Alemania), a una altitud de 165 metros. Su población a finales de 2015 era de unos 1660 habitantes y su densidad poblacional, 61 hab/km².